# Мирный (Куйбышевский район)
Мирный — посёлок в Куйбышевском районе Новосибирской области. Входит в состав Веснянского сельсовета.

## География
Площадь посёлка — 52 гектара.

## Население
| 2002 | 2007 | 2010 |
| ---- | ---- | ---- |
| 145  | ↘137 | ↘85  |

## Инфраструктура
В посёлке по данным на 2007 год функционируют 1 учреждение здравоохранения и 1 учреждение образования.